# Boa Vista do Gurupi
Boa Vista do Gurupi là một đô thị thuộc bang Maranhão, Brasil. Đô thị này có diện tích 401,433 km², dân số năm 2007 là 7374 người, mật độ 18,37 người/km².